# Alan Ogg
Raymond Alan Ogg (Lancaster, 5 luglio 1967 – Birmingham, 1º novembre 2009) è stato un cestista statunitense, professionista nella NBA e in Germania.

## Carriera
Ha militato nella NBA con Miami Heat, Milwaukee Bucks e Washington Bullets, e nei campionati di Germania, Cina, Colombia, Messico, Porto Rico, Filippine e Paraguay, ritirandosi dall'attività agonistica nel 2001.
È scomparso nel 2009, a 42 anni, per un'infezione da staffilococco.